# 項鍊捲管螺
項鍊捲管螺（学名：Xenuroturris cingulifera）为捲管螺科車軸螺屬下的一个种。